# Падилья, Алекс (футболист)
Алеха́ндро «Алекс» Пади́лья Пе́рес (исп. Alejandro "Álex" Padilla Pérez; 1 сентября 2003, Сараус) — испанский и мексиканский футболист, вратарь клуба «Атлетик Бильбао», выступающий на правах аренды за клуб «УНАМ Пумас».

## Клубная карьера
Начал заниматься футболом в команде «Сараус», а в 2019 году присоединился к академии клуба «Атлетик Бильбао».
15 сентября 2021 года дебютировал в профессиональном футболе в составе фарм-клуба «Баскония» в матче Терсеры Федерасьон против «Анаитасуны». Перед началом сезона 2022/23 переведён в резервную команду из Примеры Федерасьон, в составе которой дебютировал 28 августа в поединке против «Ла-Нусии».
Летом 2024 года из-за травм вратарей Унаи Симона и Хулена Агирресабалы переведён в первую команду «Атлетика». 15 августа 2024 года дебютировал в основном составе «Атлетика» в матче Ла Лиги против «Хетафе». Таким образом стал лишь вторым мексиканским вратарём, сыгравшим в матче Ла Лиги после Гильермо Очоа, дебютировавшим в 2014 году в составе «Малаги».

## Карьера в сборной
Выступал за сборную Испании (до 19 лет), за которую дебютировал в сентябре 2021 года.
14 марта 2024 года получил вызов в сборную Мексики (до 23 лет). 23 марта дебютировал за сборную Мексики до 23 лет в товарищеском матче против сборной Аргентины.
29 августа 2024 года впервые вызван в сборную Мексики главным тренером Хавьером Агирре для участия в товарищеских матчах против сборных Новой Зеландии и Канады.